# فليمنيغ كنودسن
فليمنيغ كنودسن هو سياسي دنماركي، ولد في 31 مايو 1946 في آرهوس في الدنمارك. نشط حزبياً في الحزب الاشتراكي الديمقراطي. وقد انتخب عمدة Aarhus Municipality ‏ (1997 – 2001).